# 倫敦館夜想曲
『倫敦館夜想曲』（ロンドンかんノクターン）は、野村あきこによる日本の漫画作品。

## 概要
講談社発行の『Amie』及び『なかよし ふゆやすみらんど』にて、1997年から2000年まで、年1作ずつ、シリーズで発表された。全4話。
大正時代を舞台に、主人公の少女とその弟が、様々な怪事件に巻き込まれ、その謎を解明していく推理漫画作品。
作者の野村あきこは、この作品の最終話『いばら姫の円舞曲』を最後に漫画家引退を表明した。

## 登場人物
寿 神奈（ことぶき かんな）
本作の主人公。明治37年生まれ。初登場時は女学生。愛想がなくさばさばした性格で、しっかり者。7歳のとき、母親を結核で亡くし、その5年後に父親が乙彦の母と再婚。義弟の乙彦から好かれていることを理解しているが、姉弟という関係上、適当にあしらっている。
寿 乙彦（ことぶき おとひこ）
神奈の2歳下の義弟。お人好しで、おっちょこちょい。
8歳のとき、父親を第一次世界大戦で亡くし、その2年後に、母親が神奈の父と再婚。初めて会った時に神奈に一目惚れした。その後もずっと想い続けており、人前であっても「姉さんと赤い糸で結ばれている」などと言うため、誤解を招くこともしばしば。

## 各話概要

### 倫敦館夜想曲
（ロンドンかんノクターン）
『Amie』（講談社）1997年10月号掲載

#### あらすじ
大正10年、女学生の寿 神奈と弟の乙彦は、神奈の女学校の同級生・与謝野小路 瑠璃香の誕生会に招かれる。
瑠璃香は旧家のお嬢様であり、誕生会も、明治初期に英国の建築家によって建てられた「倫敦館（ロンドンかん）」との異名をとる広大な洋館で催される盛大なもの。そのパーティの最中、瑠璃香とその従兄で与謝野小路家直系の青年・与謝野小路 左近との婚約が唐突に発表される。
誕生会の後、瑠璃香に誘われ、夕食にも同席した神奈と乙彦。だが、瑠璃香に想いを寄せる下宿人の寺田 壱之介や与謝野小路家に長年仕える使用人・登代子が予期せぬ婚約発表に異を唱え、瑠璃香の父と口論を始めてしまう。どうやら、この婚約には色々と問題がある様子……。
そして後日、なんと瑠璃香の両親が屋敷の2階にあるバルコニーから転落死する。突然の、しかも夫婦2人そろっての死に、殺人との噂も流れる。そんな中、与謝野小路夫妻が亡くなった夜中に、今は亡き左近の父が愛したピアノ曲・ショパンの「夜想曲（ノクターン）」が聞こえたとの証言が。
瑠璃香の両親の死は、事故か、殺人か、それとも……。

#### 登場人物
与謝野小路 瑠璃香（よさのこうじ るりか）
神奈の女学校の同級生（仲が良いというわけではない様子）。近所でも有名な旧家の一人娘。
少々高飛車で、まさに「お嬢さん」。従兄で婚約者の左近を慕っている。両親は瑠璃香に対してあまり関心を寄せておらず、寂しい子供時代を過ごしていた。
与謝野小路 左近（よさのこうじ さこん）
瑠璃香の2歳上の従兄で、婚約者。ピアノの勉強のため海外に留学していた。幼い頃に父を戦争で、母を結核で亡くし、瑠璃香の両親である叔父夫婦に世話になっていた。また、使用人である登代子が母親代わりとなっていた。
寺田 壱之介（てらだ いちのすけ）
瑠璃香の父が経営する音楽学校の生徒。実家が遠いため、倫敦館に下宿している。瑠璃香に恋心を寄せている。
登代子（とよこ）
与謝野小路家に仕える年老いた使用人。左近にとって母のような存在。
瑠璃香の父
音楽学校の経営者。兄の実が戦死し、繰り上がりで倫敦館を相続した。両親を亡くした甥、左近の面倒をみてきた。野心家で倫敦館に居続けるために、娘の瑠璃香の気持ちまでをも利用し、瑠璃香と左近を婚約させた。妻共に娘には無関心。
与謝野小路 実（よさのこうじ みのる）
左近の父。瑠璃香の父の実兄。故人。日露戦争で帰らぬ人に。ショパンの「夜想曲（ノクターン）」が得意で、よく登代子にも弾いて聞かせていたらしい。

### 白猫狂想曲
（しろねこカプリツィオ）
『Amie』1998年クリスマス特別号

#### あらすじ
大正11年11月、神奈と乙彦は、乙彦の幼なじみ・胡桃沢 雪菜を訪ねる。雪菜は、ずっと面倒をみてもらっていた祖父を先日亡くし、その上、その祖父が遺した遺産相続に関して騒動に巻き込まれてしまったため、乙彦に助けを求めたのだ。
胡桃沢の屋敷に入ると、さっそく親族同士の口論が始まり、うんざりする神奈。そこに、胡桃沢家の顧問弁護士と名乗る男・清水 国人が現れ、寿姉弟と胡桃沢の親族たちの前で、先代の遺言状を公開する。
その遺言状には、「この胡桃沢家の財産相続については、胡桃沢家のすべてを知るものに、わたしの遺産を受ける権利を与える」と記されていた。騒然となる一同だが、その続きに「すべては鍵にはじまり鍵に終わる」と書かれており、鍵が1つ同封されていた。
「胡桃沢家のすべてを知るもの」とは? 遺産のありかは? いま、亡き先代との遺産をかけた謎解き合戦がはじまる——!!

#### 登場人物
胡桃沢 雪菜（くるみざわ ゆきな）
乙彦の2歳下の幼なじみで、おとなしい性格の少女。亡くなった祖父を心から敬愛し、言いつけをよく守っている。本人の意思とは関係なく、祖父が遺した遺産を巡る親戚同士の争いに巻き込まれ、保護者代理として寿姉弟を呼んだ。一人称は「雪菜」、猫の白夜がいなくなると泣き出す等まだ幼い。
胡桃沢 長十郎（くるみざわ ちょうじゅうろう）
胡桃沢家24代当主で、雪菜の祖父。故人。雪菜が両親を亡くして以来、ずっと面倒をみてきた。「胡桃沢家の全てを知るものにわたしの遺産を受ける権利を与える」との遺言状を書く。
清水 国人（しみず くにひと）
胡桃沢家の若き顧問弁護士。知的な雰囲気で眼鏡を掛けている。雪菜に保護者代理を呼ぶようすすめた。
白夜（びゃくや）
3年前から長十郎が飼っている白猫。長十郎の死後は、雪菜が世話をしている。

### 剣姫鎮魂歌
（つるぎひめレクイエム）
『Amie』1999年初夏号

#### あらすじ
ある日、神奈にお見合い話がもちあがる。相手は、鎌倉時代から代々続く御剣神社の神主で、跡取りの剣崎 冬吾、20歳。大反対する乙彦だが、神奈は見合い話に乗り気の継母の顔をたて、見合いを受けることに。
見合い当日、神社の母屋の庭を散策する神奈と冬吾。しかし、冬吾は非常に無愛想な上、神奈を気に入って見合いを望んだわけではなく、しきたりにより、独身では社を継げないため、希望したのだった。そのしきたりとは、代々伝わる古の言い伝え「剣姫の伝説」を恐れてのものだった……。

#### 登場人物
剣崎 冬吾（けんざき とうご）
神奈のお見合い相手。20歳、剣崎家の長男で、御剣神社の跡取り。長髪の美形だが神奈以上に無愛想。父を早くに亡くしたが、剣崎家に代々伝わる「剣姫の伝説」によるしきたりで、独身では神社の跡を継げないため、神奈との見合いを希望した。
剣崎 夏海（けんざき なつみ）
冬吾の妹で、御剣神社の巫女。愛想が良く、可愛らしい女性。神奈のお見合いに付き添いで来た乙彦に神社を案内する。「剣姫の伝説」を否定している。
冬吾の母
夫亡き後、社を継いでいる。信仰深く、「剣姫の伝説」を非常に恐れている。夏海に厳しく、体罰も厭わない。

### いばら姫の円舞曲
（いばらひめのワルツ）
『なかよし ふゆやすみらんど』（講談社）2000年

#### あらすじ
大正12年8月末、神奈は、胡桃沢家の遺産騒動で知り合った清水から、流行の浅草オペラに誘われる。清水は、ある小さく無名の劇団と顔なじみで、客の入りがいまいちなことから、つきあいでチケットを買わされたのだった。
当日、2人は、美しき少女・御神楽 アリサがプリマドンナの「いばら姫」を鑑賞。その帰り、夜道に女性の悲鳴が響き渡る。急いで駆けつけると、アリサが、劇場のオーナーで興行主の沢木 義晴に、滞納する劇場代をカタに襲われていた。アリサは無事だったが、この沢木という男は、何やらあまりほめられた人物ではない様子。
その後日、なんと新聞に、アリサが誘拐されたとの記事が載る。記事によると、アリサは、舞台公演中、衣装替えのために奈落に下りて以降、忽然と消えてしまった、とのこと。さらに、アリサ誘拐の事実と一週間以内に身代金を要求する内容の脅迫状が劇場に送られたらしい。
心配になった神奈は、清水と連絡を取り、乙彦とともに劇場へ駆けつけた。劇団員たちは一様にアリサの身を案じていたのだが、対照的に、沢木はこの状況を好機と睨み、新聞にアリサ誘拐の記事を投稿するだけでなく、周囲の反対を押し切ってオペラ公演の続行を決定する。そして、消えた主役の代役として、突如現れたアリサにそっくりな双子の妹・八重を一同に紹介する。
数日後、沢木の読みは当たり、小さな無名の劇団は一躍注目を集め、公演は連日連夜大満員となる。
しかし、神奈は、釈然としない。身代金を要求しているが、なぜ、わざわざ小さな劇団の、それも無名女優を誘拐したのか? 犯人の真意とは一体? そして、誘拐されたアリサの安否は……?

#### 登場人物
清水 国人（しみず くにひと）
胡桃沢家で起こった遺産騒動（『白猫狂想曲』）にて寿姉弟と知り合った若手のエリート弁護士。アリサが所属する劇団とは顔なじみで、アリサとも知り合い。
御神楽 アリサ（みかぐら アリサ）
とある小さな劇団のプリマドンナ。16歳。神奈が見惚れる程の美少女。才能はあるのだが、なかなか日の目を見ない。
舞台公演中、衣装替えのために奈落に下りて以降、忽然と姿を消す。
八重（やえ）
アリサが誘拐されてから、突然劇団に現れたアリサの双子の妹。身代金を稼ぐため、アリサに代わって劇団のプリマドンナをつとめる。
才能もあり、なにより誘拐された女優の妹ということで話題になり、一躍スターに。
沢木 義晴（さわき よしはる）
アリサの所属する劇団がオペラを公演している劇場のオーナーで、興行主。金に関してかなり欲深く、すけべ。清水とも知り合い。

## 書誌情報
- 野村あきこ『倫敦館夜想曲』講談社〈講談社コミックスなかよし〉2000年8月2日発売、ISBN 978-4-06-178944-9[1]